# David Jenkins (łyżwiarz figurowy)
David Wilkinson Jenkins (ur. 29 czerwca 1936 w Akron) – amerykański łyżwiarz figurowy, startujący w konkurencji solistów. Mistrz olimpijski ze Squaw Valley (1960), brązowy medalista olimpijski z Cortina d’Ampezzo (1956), trzykrotny mistrz świata (1957–1959), mistrz Ameryki Północnej (1957) oraz czterokrotny mistrz Stanów Zjednoczonych (1957–1960). Po zakończeniu kariery amatorskiej w 1960 roku występował w rewii łyżwiarskiej Ice Follies, a następnie został lekarzem internistą i gastroenterologiem.
W 1957 roku skoczył na treningu potrójnego axla, 21 lat przed pierwszym oficjalnym wykonaniem tego skoku podczas zawodów.

## Życiorys

### Początki

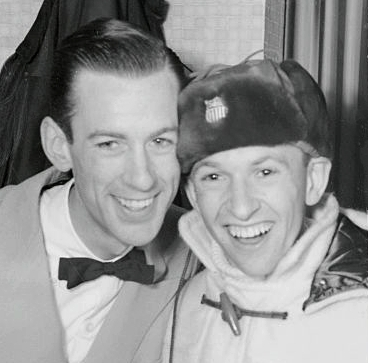
Hayes Alan i David Jenkins (1956)

David Jenkins rozpoczął naukę jazdy na łyżwach ze względu na swoje starsze rodzeństwo. Jego siostra nie chciała być solistką, dlatego w konkurencji par tanecznych i sportowych jeździła z bratem Hayesem Alanem, zaś David jako najmłodszy z rodzeństwa uczył się jazdy samodzielnie. Ich siostra zrezygnowała z łyżwiarstwa figurowego, gdy rozpoczęła naukę w college’u.
Bracia Jenkins rozpoczęli regularne treningi łyżwiarstwa, jednak w 1952 roku ich ojciec stracił pracę co oznaczało dla nich koniec przygody z łyżwiarstwem. Z pomocą przyszedł im klub łyżwiarski Broadmoor, który latem tego samego roku zaproponował im przyjazd do Colorado Springs i bezpłatne treningi oraz możliwość darmowej jazdy na ich lokalnym lodowisku. W tym czasie fundacja El Pomar przyznała im stypendia co pozwoliło im na utrzymanie i kontynuowanie kariery. Braci Jenkins wspierała w tym czasie matka, zaś ojciec po problemach z kolejnymi pracami został alkoholikiem.

### Kariera amatorska
David Jenkins rywalizował w konkurencji solistów równocześnie ze starszym bratem Hayesem Alanem, któremu ustępował na podium zdobywając brązowe medale na Zimowych Igrzyskach Olimpijskich 1956 w Cortinie d’Ampezzo oraz na mistrzostwach świata w 1955 i 1956 roku (Hayes Alan wygrywał te zawody). Po zakończeniu kariery amatorskiej przez brata, David został liderem konkurencji i zdobył trzy tytuły mistrza świata w 1957, 1958 i 1959 roku, a swoją karierę amatorską ukoronował zdobyciem złotego medalu na Zimowych Igrzyskach Olimpijskich 1960 w Squaw Valley.
W trakcie całej kariery zarówno David jak i Hayes byli trenowani przez Ediego Scholdana, który zginął w katastrofie lotniczej w drodze na mistrzostwa świata 1961.

### Po zakończeniu kariery amatorskiej

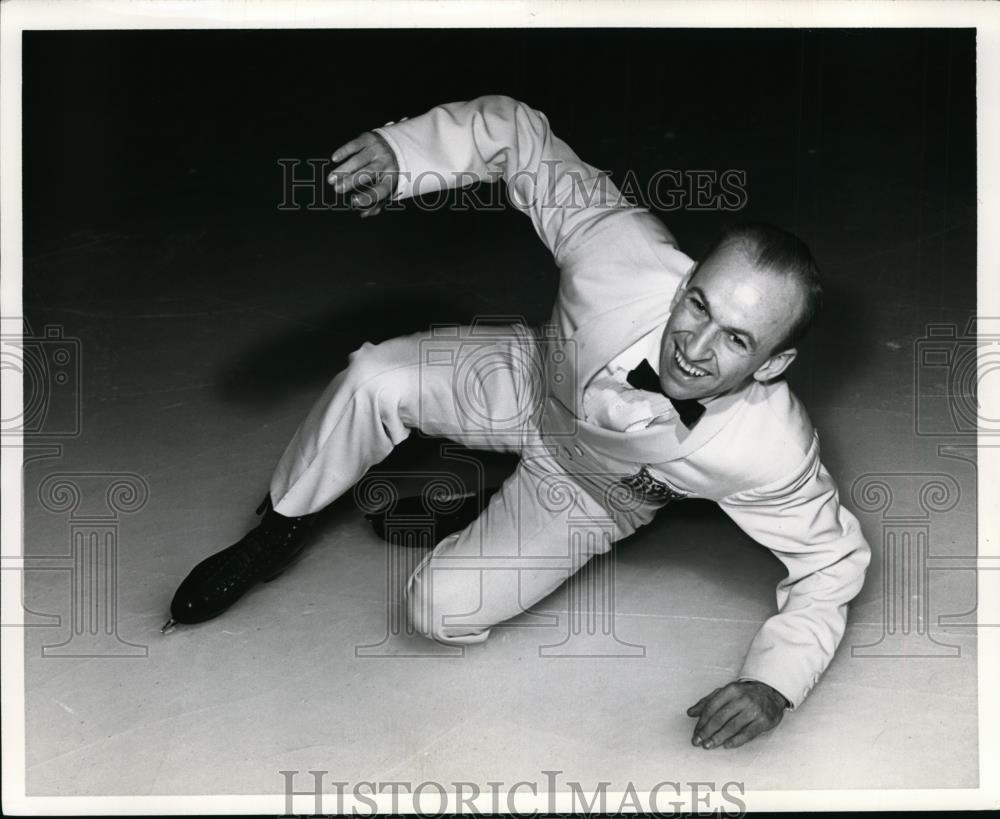
David Jenkuns (1961)

Podczas kariery profesjonalnej występował w rewii łyżwiarskiej Ice Follies. Jeszcze w trakcie kariery amatorskiej studiował medycynę na Case Western Reserve Medical School. Po zakończeniu kariery łyżwiarskiej praktykował jako internista, a następnie został gastroenterologiem. Był jednym z lekarzy Briana Boitano i Scotta Hamiltona w reprezentacji Stanów Zjednoczonych na mistrzostwach świata 1983.

## Życie prywatne

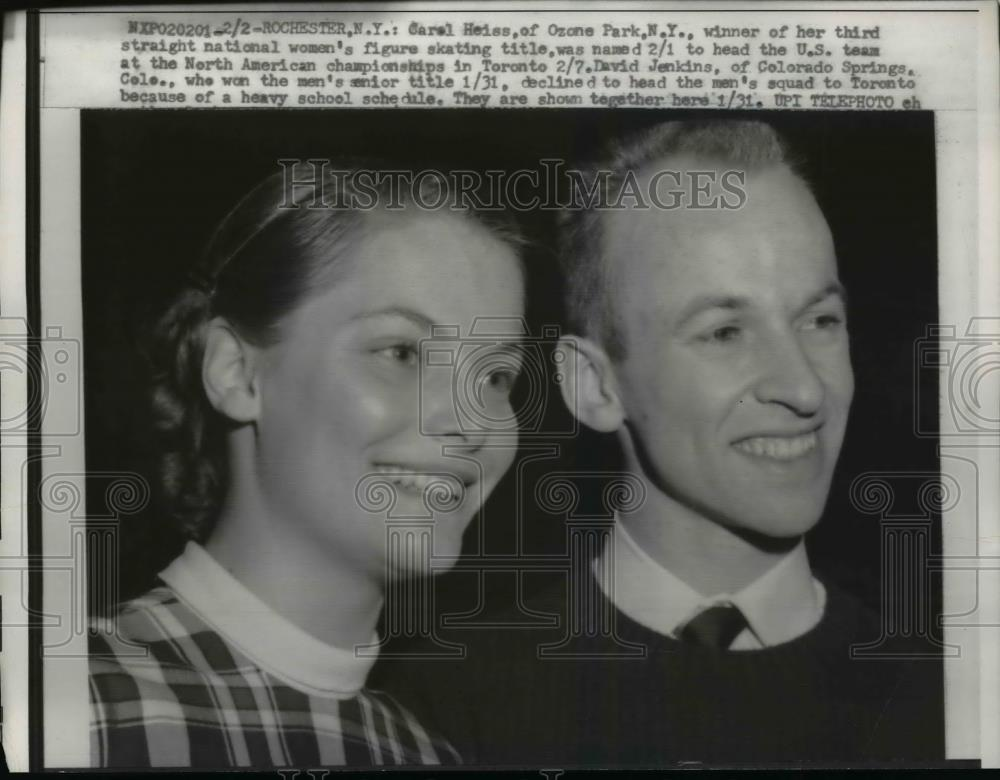
David Jenkins i Carol Heiss (1959)

Ma starszą siostrę oraz starszego brata, łyżwiarza figurowego Hayesa Alana Jenkinsa, mistrza olimpijskiego 1956, który poślubił Carol Heiss, mistrzynię olimpijską 1960 w konkurencji solistek. Ma żonę i dzieci.

## Osiągnięcia
| Zawody                           | 1954           | 1955           | 1956           | 1957           | 1958           | 1959           | 1960           |                |                |                |                |                |                |                |                |                |                |
| Międzynarodowe                   | Międzynarodowe | Międzynarodowe | Międzynarodowe | Międzynarodowe | Międzynarodowe | Międzynarodowe | Międzynarodowe | Międzynarodowe | Międzynarodowe | Międzynarodowe | Międzynarodowe | Międzynarodowe | Międzynarodowe | Międzynarodowe | Międzynarodowe | Międzynarodowe | Międzynarodowe |
| -------------------------------- | -------------- | -------------- | -------------- | -------------- | -------------- | -------------- | -------------- | -------------- | -------------- | -------------- | -------------- | -------------- | -------------- | -------------- | -------------- | -------------- | -------------- |
| Igrzyska olimpijskie             |                |                | 3              |                |                |                | 1              |                |                |                |                |                |                |                |                |                |                |
| Mistrzostwa świata               | 4              | 3              | 3              | 1              | 1              | 1              |                |                |                |                |                |                |                |                |                |                |                |
| Mistrzostwa Ameryki Północnej    |                | 2              |                | 1              |                |                |                |                |                |                |                |                |                |                |                |                |                |
| Krajowe                          |                |                |                |                |                |                |                |                |                |                |                |                |                |                |                |                |                |
| Mistrzostwa Stanów Zjednoczonych | 2              | 2              | 3              | 1              | 1              | 1              | 1              |                |                |                |                |                |                |                |                |                |                |

## Nagrody i odznaczenia
- Światowa Galeria Sławy Łyżwiarstwa Figurowego – 1976[6]
- Amerykańska Galeria Sławy Łyżwiarstwa Figurowego – 1976[7]